# 古屋勝彦
古屋 勝彦（ふるや かつひこ、1937年12月31日 - 2025年1月18日）は、日本の経営者。松屋社長、会長を務めた。

## 経歴
東京都出身。1960年に学習院大学政治経済学部を卒業し、同年に三菱銀行に入行。1963年に松屋に転じ、1981年5月に取締役に就任し、1982年10月に常務、1987年3月に専務、1989年1月に副社長を経て、同年12月には社長に就任。2003年5月に会長に就任。
2025年1月18日老衰のために死去。87歳没。